# 拉塔迪耶尔
拉塔迪耶尔（法語：La Tardière，法語發音：[la taʁdjɛʁ]）是法国卢瓦尔河地区大区旺代省的一个旧市镇，属于丰特奈勒孔特区。2023年1月1日，拉塔迪耶尔与邻近的2个市镇合并为新市镇泰尔瓦勒，拉塔迪耶尔为新市镇行政中心。

## 地理
拉塔迪耶尔（46°39'38"N, 0°44'0"W）面积20.48 平方千米，位于法国卢瓦尔河地区大区旺代省，该省份为法国西部沿海省份，北起大西洋卢瓦尔省和曼恩-卢瓦尔省，西临大西洋，南至滨海夏朗德省，东部及东南部与德塞夫勒省接壤。
与拉塔迪耶尔接壤的市镇（或旧市镇、城区）包括：布勒伊巴雷、拉沙泰涅赖、谢富瓦、圣莫里斯勒日拉尔、圣皮埃尔迪舍曼。
拉塔迪耶尔的时区为UTC+01:00、UTC+02:00（夏令时）。

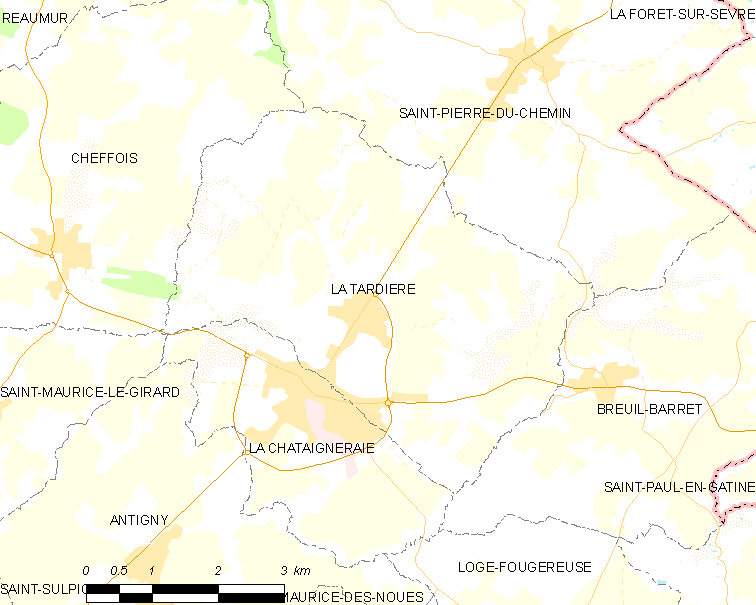
拉塔迪耶尔的OSM定位图

## 行政
拉塔迪耶尔的邮政编码为85120，INSEE市镇编码为85289。

## 政治
拉塔迪耶尔所属的省级选区为拉沙泰涅赖县。

## 人口

1962-2008年间拉塔迪耶尔人口变化图示

拉塔迪耶尔于2019年1月1日时的人口数量为1327人。